# Драган Шормаз
Драган Шормаз (Дрвар, 4. мај 1967) српски је политичар.

## Биографија
Рођен је 1967. године у Дрвару (Босна и Херцеговина).
У званичној биографији наводи да је по занимању техничар за послове радних односа, али не и у којем образовној институцији је добио то звање.
Пошто му је отац био судија, често су се селили, па је живио у Лебану, Неготину, Великој Плани, Пожаревцу.
Члан Демократске странке Србије постао је одмах након оснивања те партије 1992. године. Био је члан Одбора за одбрану и безбедност и Одбор за омладину и спорт у три мандата.
У мају 2010. је искључен из ДСС-а након што је критиковао рад страначког руководства. У наредних неколико мјесеци у Скупштини Србије био је независни посланик, како би у децембру 2010. приступио СНС и посланичкој групи "Напред Србијо".
Након избора 2012. године, поново је изабран за народног посланика.
У актуелном сазиву Скупштине Србије члан је Одбор за спољне послове, Одбор за европске интеграције, Одбор за контролу служби безбедности, замјеник члана у Одбору за уставна питања и законодавство и Одбор за правосуђе, државну управу и локалну самоуправу. Шеф делегације у Парламентарној скупштини НАТО-а.
Маја 2023. године напустио је Српску напредну странку. Септембра 2023. заједно са Зораном Михајловић и Станиславом Пак оснива покрет Увек за Србију, међутим децембра 2023. је искључен из покрета.